# سرعت (نسبیت خاص)
سرعت نسبیتی (انگلیسی: Relativistic speed) یا (Relativistic velocity) به سرعتی اشاره دارد که در آن شیمی کوانتومی نسبیتی برای دقت مطلوب اندازه‌گیری پدیدهٔ مشاهده شده قابل توجه می‌شود. اثرهای نسبیتی آن تفاوت‌ها بین مقدارهای محاسبه‌شده توسط مدل‌هایی هستند که نسبیت را در نظر می‌گیرند و در نظر نمی‌گیرند. واژگان مرتبط عبارتند از: سرعت، تند و تیز بودن که سرعت مناسب است. سرعت در این مفهوم یک عدد اسکالر (سرعت برداری) است، که بزرگی بردار سرعت است که در نسبیت چهار سرعت و در فضای سه بعدی اقلیدسی سه سرعت است. سرعت تجربی به عنوان سرعت متوسط اندازه‌گیری می‌شود، اگرچه دستگاه‌های رایج رایج می‌توانند سرعت را در فواصل بسیار کوچک و سرعت آنی را تقریباً تقریبی تخمین بزنند. مغایرت‌های غیر نسبیتی شامل خطای کسینوس است که در دستگاه‌های تشخیص سرعت زمانی رخ می‌دهد که تنها یک جزء اسکالر از سه سرعت اندازه‌گیری می‌شود و اثر داپلر که ممکن است بر مشاهدات طول موج و فرکانس تأثیر بگذارد.

Lorentz factor, γ, as a function of speed, v. Its initial value is 1 when speed is zero and increases without bound as speed approaches light speed, c.

Inverse of Lorentz factor as a function of speed, v, as a proportion of light speed, c - a circular arc.